# 財部亮治
財部 亮治（たからべ りょうじ、1985年8月21日 - ）は、日本のミュージシャン。シンガーソングライターとしての活動のほか、インフルエンサー、映像監督、フィルムメイカーなどマルチに活動している。

## 来歴
福岡県糟屋郡出身。福岡県立香椎高等学校、福岡大学を卒業。中学生でギターを始め、高校の軽音部でバンド活動をしており、大学でゴスペルの団体に参加していた音楽経歴を持つ。大学卒業後は結婚式場でウェディングプランナーの職につくが、学生の頃から抱いていたミュージシャンの夢が諦めきれずに2011年2月に上京。渋谷のクラブハウスを中心にシンガーソングライターとしての活動を始める。
2012年7月により自身の声だけで楽曲を構築する多重録音パフォーマンス「ひとりglee」をYouTubeにて配信開始。多くの人の目に留まりファンを獲得していく中、「YouTube Fan Fest 2014」に出演し、WORLD ORDERとコラボレーションしてのパフォーマンスを行う。2016年2月19日には1stアルバム「Season 1」をリリース。東海オンエア・としみつ、JENNIと共に動画クリエイターユニット"TTJ"を結成し、2020年9月30日に1stアルバム『TTJ LAND』リリース。12月23日には、YOASOBI・Ayaseが作詞・作曲・編曲・プロデュースを担当した配信シングル「シャウト！」をリリースするなどユニット活動も続け、映像制作や司会業など様々なジャンルに挑戦し、活躍の場を拡げている。

## ディスコグラフィ

### シングル
| 発売日         | タイトル                                                                                                 |
| -------------- | --- |
| 2015年4月22日  | THIS IS MY WAY Your Smile Days Never Change ECO WAY ミルクティー Night Before Christmas BORN FREE 胡蝶蘭 |
| 2015年6月17日  | Lead Myself                                                                                              |
| 2016年7月27日  | feat.BEMA "Kokomo"                                                                                       |
| 2016年7月27日  | サプライズ                                                                                               |
| 2016年9月7日   | Blue |
| 2017年3月3日   | 月華咲く場所へ                                                                                           |
| 2020年4月30日  | Dear KING OF POP                                                                                         |
| 2021年10月14日 | HANABI                                                                                                   |
| 2022年1月26日  | SHUKUMEI                                                                                                 |

### ひとりGlee
|     | 公開日         | 曲名                    | アーティスト       |
| --- | -------------- | ----------------------- | ------------------ |
| 1st | 2013年7月29日  | ココ☆ナツ               | ももいろクローバー |
| 2nd | 2012年7月4日   | The Lion Sleeps Tonight | N'Sync             |
| 3rd | 2013年8月1日   | さくら                  | ケツメイシ         |
| 4th | 2012年10月23日 | Thriller                | マイケルジャクソン |

### 参加作品
- ひろいしま feat.財部亮治,ABTVnetwork（2017年
  - HIPPY『HomeBase〜ありがとう〜』

- Ms.ヒネクレディブル feat.財部亮治 - おこさまぷれ〜と。(2019年)
- Sunday - 青山みつ紀 (feat. 財部亮治) （2021/3/31）
- My Life - 渋谷巧 feat misono(2022年7月25日)

## ライブ・イベント
- YouTube Fan Fest 2014（六本木EX THEATER、2014年10月19日）
- 日本橋style（日本橋三井ホール、2014年12月26日）
- Kiss dB 28th Anniversary Party（Bar Kiss dB、2015年7月11日）
- らべぽん HALLOWEEN PARTY（渋谷duo, 2015年11月7日）
- 第一回YouTuber野球大会
- 財部亮治feat.コバソロX'masコラボレーションライブ（赤坂ル・アンジェ教会、2015年12月11日）
- YouTube Fan Fest 2015（六本木EX THEATER、2015年11月25日）
- 財部亮治 ワンマンライブ ～Season 1～（渋谷ラママ、2016年2月13日）
- SAME 満ちる夜と海（原宿ストロボカフェ、2016年3月27日）
- G.O.K ～Neo Kinder Party～（Zepp Nanba 2016年4月7日）
- YouTubeクリエイターイベント（2016年5月31日）
- VEGETALY PARTY〜SUGR'S BIRTHDAY〜（渋谷GARRET、2016年7月8日）
- 財部亮治 ワンマンライブ 「Home」（LIVEHOUSE Queblick Fukuoka、2016年7月11日）
- 夏祭りパフォーマンスナイト（YouTubeSpacetokyo、2016年8月26日）
- 第二回YouTuber野球大会開催直前！暴飲暴食OK！予習復習ランチ会（阿佐ヶ谷Loft A、2016年9月25日）
- F.C.G.C. 20th Anniversary Gospel Concert（早良市民センター、2016年10月8日）
- Charactic Note フジタユウスケ 財部亮治 名古屋スリーマンライブ（CLUB UPSET、2016年10月9日）
- 第二回YouTuber野球大会inYOKOSUKA（横須賀スタジアム、2016年11月5日）
- TAIPON＆TAKARABE pre HALLOWEEN PARTY2016（渋谷star lounge、2016年11月6日）
- G.O.K 〜Neo Kinder Party〜（新木場スタジオコースト）
- MINO ROCK（池袋Kings X TOKYO、2016年12月24日）
- たいぽんpresents Thanks'16 welcome'17 日頃の感謝を込め祭り!!（duo MUSIC EXCHANGE、2017年1月4日）
- 万能グローブガラパゴスダイナモス第22回公演「月ろけっと」（下北沢 駅前劇場、2017年1月8日）
- Door to the world of dreams（VUENOS、2017年3月17日）
- 第二回YouTuber野球大会打ち上げパーティー（阿佐ヶ谷Loft A、2017年3月27日）
- HIPPY「HomeBase〜ありがとう〜」リリースイベント（イオンモール広島府中、2017年4月1日）
- HIPPY「HomeBase〜ありがとう〜」リリースイベント（アリスガーデン・イオンモール広島祇園、2017年4月2日）
- "ひろいしま"MV映画館上映会（横川シネマ、2017年4月4日）
- 財部亮治 ワンマンライブ ～Season2～（青山RizM、2017年10月8日）
- カイワレハンマー TOUR 2017-2018 〜配達ガワリノ挨拶マワリ〜（福岡BEAT STATION 2017年12月17日）
- MINOROCK 2（白金高輪セレネ 2018年2月3日）
- カイワレハンマーツアー『TOUR2017-2018〜配達ガワリノ挨拶マワリ〜』（豊洲PIT 2018年2月18日）
- HIPPYワンマンライブ ヒーローアイランド計画3（広島クラブクアトロ 4月15日）
- NKR歌謡祭 Release Party（赤坂BLITZ 2018年8月5日）
- JENNI ワンマンライブ（白金高輪セレネ 2018年8月26日）
- MINO ROCK3（渋谷O-EAST 2018年8月27日）
- うず祭（新木場スタジオコースト2018年8月30日）
- SOUNDer vol.1（2018年12月20日）
- It’s lit!!! （名古屋ReNY 2019年3月3日）
- MINO ROCK4（豊洲PIT 2019年4月30日）
- NKR 歌謡祭 （豊洲PIT 2019年5月1日）
- Amaryllis Bomb ONE-MAN LIVE SUMMER（渋谷WWWX 2019年8月14日）
- 財部亮治 ワンマンライブツアー大阪 〜Season3〜（大阪Rumio、2019年8月17日）
- 第165回原爆の語り部 ～被爆体験証言者の証言〜特別編（広島LIVE JUKE 2019年8月4日）
- 財部亮治 ワンマンライブツアー福岡 〜Season3〜（九州ビジュアルアーツ専門学校、2019年8月11日）
- 財部亮治 ワンマンライブツアーFINAL 東京 〜Season3〜（青山RizM、2019年8月17日）
- TTJ 3マンライブ（渋谷duo 2019年10月20日）
- TTJ LANDオンラインライブ（新宿BLAZE 2021年1月16日）

## 出演

### WEB
- 劇団スカッシュ『Stalking Vampire2~隙間男~』（2015年）

### 映画
- 劇団スカッシュ『クソみたいな俺の刺激的な呪い』（2018年）
- 劇団スカッシュ『隙間男 (Stalking Vampire) Movie』（2018年）

### CM
- BORN FREE 2013 Spring&Summer（2013年）

### 舞台
- ふるさとチョイス PRESENTS ミュージカル「クリスマスキャロル2023」（2023年12月7日 - 13日、東京キネマ倶楽部） -　トニーベイカー 役

## 関連人物
- カイワレハンマー
- ワタナベマホト
- 瀧澤克成
- みの
- としみつ（TTJ）
- 後藤翼ジェニー（TTJ)
- 劇団スカッシュ
- YOKARO-MON